# Cerro Capaja (berg i Oruro)
Cerro Capaja är ett berg i Bolivia.   Det ligger i departementet Oruro, i den västra delen av landet, 300 km väster om huvudstaden Sucre. Toppen på Cerro Capaja är 5 039 meter över havet, eller 352 meter över den omgivande terrängen. Bredden vid basen är 7,2 km.
Terrängen runt Cerro Capaja är huvudsakligen lite bergig. Trakten runt Cerro Capaja är nära nog obefolkad, med mindre än två invånare per kvadratkilometer.. 
Omgivningarna runt Cerro Capaja är i huvudsak ett öppet busklandskap.